# Howards End (film)
Howards End is een Britse film van James Ivory die werd uitgebracht in 1992.
Het scenario is gebaseerd op de gelijknamige roman (1910) van E.M. Forster. Na A Room with a View (1985) en Maurice (1987) is deze film de derde filmadaptatie van een werk van E.M. Forster door regisseur James Ivory.

## Verhaal
Engeland tijdens het edwardiaans tijdperk. Helen Schlegel, een onconventionele jonge vrouw die behoort tot de verlichte burgerij en Paul Wilcox, een telg uit een bemiddelde en conservatieve kapitalistische familie, beseffen na een tijdje dat ze niet bij elkaar passen en besluiten hun relatie te beëindigen. Wanneer de familie Wilcox later een huis betrekt in Londen in de buurt van de Schlegels maakt Ruth Wilcox, de moeder van Paul, kennis met Margaret, Helens oudere zus. De oudere Ruth en Margaret zijn twee geëmancipeerde vrouwen. Ze voelen algauw dat ze verwante geesten zijn en ontwikkelen een warme en tedere vriendschap.
Wanneer de zieke Ruth verneemt dat de huurovereenkomst van het huis van de zusters Schlegel weldra verstrijkt, beslist ze het landhuis 'Howards End', dat dankzij haar persoonlijk kapitaal is verworven door de familie Wilcox, na te laten aan Margaret. Henry Wilcox, Ruths echtgenoot en zijn kinderen reageren verbijsterd.

## Rolverdeling
| Acteur               | Personage         |
| -------------------- | ----------------- |
| Anthony Hopkins      | Henry Wilcox      |
| Vanessa Redgrave     | Ruth Wilcox       |
| Helena Bonham Carter | Helen Schlegel    |
| Emma Thompson        | Margaret Schlegel |
| James Wilby          | Charles Wilcox    |
| Samuel West          | Leonard Bast      |
| Joseph A. Bennett    | Paul Wilcox       |
| Prunella Scales      | tante Juley       |